# 同志社大学短期大学部
同志社大学短期大学部（どうししゃだいがくたんきだいがくぶ、英語: Doshisha Junior College）は、京都府京都市上京区今出川通烏丸東入新小路町に本部を置いていた日本の私立大学である。1950年に設置され、1958年に廃止された。

## 概要

### 大学全体
- 学校法人同志社の運営により既存の同志社大学に併設されていた[2]日本の私立短期大学。
- 短期大学制度が始まった1950年に設置され[3][4]、キャンパスは、京都府京都市上京区内に置かれ[5]、3つの学科体制[6]で入学総定員300名[7][8]。
- 学生募集は1953年度まで[9]。1954年度より、同志社大学の文・法・経済・商・工の各学部に第二部を設置するに伴い、短期大学の学生募集を停止し[10]、1958年12月を短期大学としての使命を終えた[11]　。

### 教育および研究
- 同志社大学短期大学部には、英語・商経・工業の各学科が設置されていた。

### 学風および特色
- 同志社大学短期大学部は同志社大学が新制大学として設置された翌年に併設された私立短大で、学科構成は全て夜間部[12]となっており、日中勤務しながら学ぶ人を対象としたものとなっていたことがうかがえる。それぞれ大学第二部に改組される[注 2]。

## 沿革
- 1949年10月 短期大学の設置認可に関する申請を以下の通り行う[13][14][15]。
  - 商経学科 入学定員250名
  - 英語学科 入学定員100名
  - 工業学科 入学定員150名
- 1950年
  - 3月14日 左記を以て短期大学の設置が文部省[注 3]より認可される[16]。但し、以下の通りに変更される。
    - 商経学科 入学定員250名→150
    - 英語学科 入学定員100名 変更なし
    - 工業学科 入学定員150名→50

  - 4月1日 左記を以て同志社大学短期大学部が上記の学科体制にて開学する[17][18]。
- 1953年
  - 4月1日 全学科の学生募集を最後とする[注 7]。
- 1958年　
  - 12月10日 左記を以て廃止となる[20]。

## 基礎データ

### 所在地
- 京都府京都市上京区今出川通烏丸東入新小路町[注 1]

## 教育および研究

### 組織

#### 学科
- 商経科第二部[注 8]
- 英語科第二部[注 9]
- 工業科電気専攻第二部[注 10]

#### 取得資格について
- 工業科は電気事業主任技術者資格検定試験の第一次試験免除校として通商産業省より認定される[21]。

## 大学関係者と組織

### 大学関係者一覧

#### 大学関係者
- 湯浅八郎：初代学長

## 施設

### キャンパス

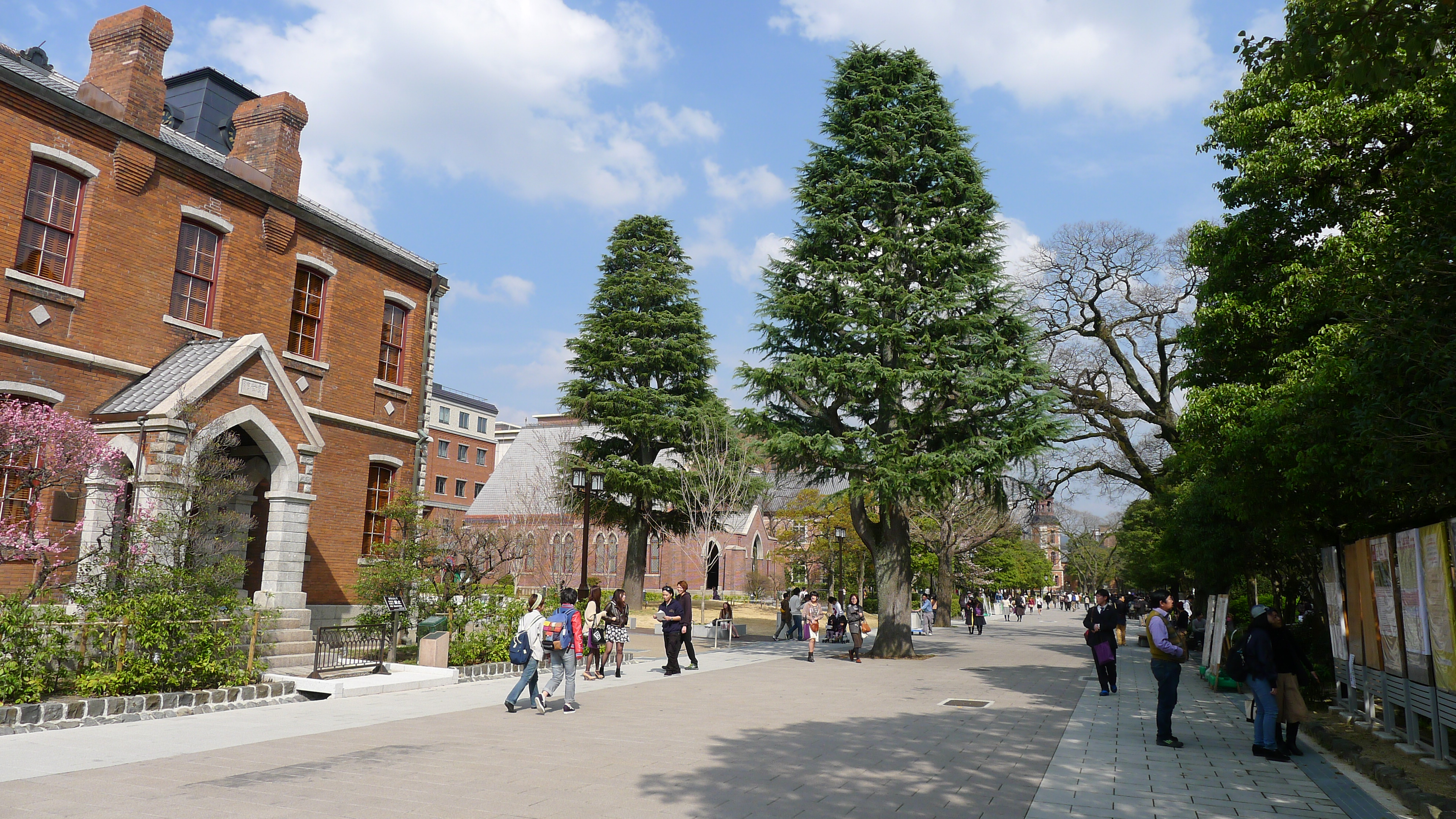
同志社大学今出川キャンパス

- 現在の同志社大学今出川キャンパス内に短期大学が設置されていた。

### 系列校
- 大学
  - 同志社大学
  - 同志社女子大学
- 中高一貫校
  - 同志社中学校・高等学校
  - 同志社女子中学校・高等学校
  - 同志社香里中学校・高等学校
  - 同志社国際中学校・高等学校
- 小学校
  - 同志社小学校
  - 同志社国際学院初等部
- 幼稚園
  - 同志社幼稚園

## 卒業後の進路について

### 進学先
- 京都大学経済学部への進学者がいたのが右記から読み取ることができる[22]。

## 関連サイト
- 同志社大学/年表